# 扎莫斯季
50°58′58″N 24°20′5″E / 50.98278°N 24.33472°E
扎莫斯季（烏克蘭語：Замости），是烏克蘭的村落，位於該國西部沃倫州，由科韋利區負責管轄，面積0.46平方公里，海拔高度185米，2001年人口96，人口密度每平方公里206.9人。